# Односи Србије и Француске
Односи Србије и Француске су инострани односи Републике Србије и Француске Републике.
У модерно доба, Србија и Француска успостављају званичне дипломатске односе непосредно након Берлинског конгреса, 1. јануара 1879. Француска има амбасаду у Београду, а Србија има амбасаду у Паризу и конзулат у Стразбуру.
Последња званична посета француског председника Србији догодила се у јулу 2019. године, када је Емануел Макрон званично дочекан у Београду.

## Историја односа

### Средњи век
Још у средњем веку, Србија и Француска су имале контакте. Свакако најзначајнији догађај у овим односима је била женидба краља Уроша принцезом Јеленом Анжујском (из француске династије Анжујци). Један од споменика овог брака јесте и Долина јоргована у долини Ибра. Краљица Јелена, као жена краља, а касније и као сувладарка са својим синовима краљем Драгутином и краљем Милутином, је оставила значајну културну заоставштину за собом. Била је заслужна за развијање високог степена верске трпељивости између православаца и католика. Такође, она је била ктиторком манастира Градца, као и оснивачица прве школе за жене у овом делу Европе.

### Француска и раздобље аустро-турских ратова
у раздобљу Великог турског рата Француска напада Аустрију, па се аустријска војска повукла из Србије на леву обалу Дунава и Саве (види Велике сеобе Срба).

### Од Српске револуције до Првог светског рата
Први званични документ модерних односа Србије и Француске представља писмо Карађорђа упућено Наполеону у време Српске револуције. У њему, Карађорђе изражава своје симпатије према Француској и њеној револуцији. Међутим, Наполеон је у том тренутку имао друге приоритете, тако да је тада та сарадња изостала.
Карађорђе је послао свог изасланика Рада Вучинића (1809) да потражи од њега помоћ и заштиту, Наполеон није обећао ништа одређено, али је задржао Карађорђева изасланика кад је дошао у Париз и издржавао га је (1810—1814).
Париским миром 1856. којим је завршен Кримски рат Србија је изашла испод искључивог покровитељства Русије и дошла под заштиту свих европских држава.
Средином и крајем 19. века, француски утицај у Србији постаје све јачи. Бројни Срби, касније високи политички дужници, културни радници и научници се школују у Француској. Утицај се шири на све области живота тадашње Србије, а један од најзначајнијих представника ове везе и овог културолошког круга је свакако Јован Скерлић. Такође, Србија улази и у Латинску монетарну унију чији је носилац била управо Француска. Привредни односи значајно ојачавају након Царинског рата и пуне еманципације привреде Србије.

### Први светски рат
У време Првог светског рата, Србија и Француска су биле савезнице. Француска је објавила рат Аустроугарској 11. августа 1914.
Француска је помагала Србију у наоружању, а касније је организовала и пребацивање српске војске са јадранске обале на острво Крф. Такође, збринула је и бројне болеснике и рањенике у својим болницама, а децу и омладину је сместила у своје школе у Француској. Француска је била и једна од главних организатора Солунског фронта, а на челу уједињене ослободилачке српско-француске војске се налазио француски генерал Франше д’Епере.

### Односи Југославије и Француске
Дипломатске односе са црногорским двором краља Николе и његовом владом, Француска је прекинула тек 20. децембра 1920. године после парламентарних избора у КСХС одржаним 28. новембра исте године.
Тадашња Краљевина Југославија и Француска су биле чврсто повезане (види Мала антанта).
Београд је други од пет градова ван Француске који носи орден Легије части, а њега је Београду лично доделио генерал Франше д’Епере на свечаности на Теразијама 30. јануара 1921. А савезништво је овековечено и Спомеником захвалности Француској на Калемегдану 1930.
Марсељски атентат на краља Александра I Карађорђевића и француског министра иностраних послова Луја Бартуа се одиграо приликом званичне посете Француској републици 9. октобра 1934. године.
Председник југословенске владе Милан Стојадиновић је био у званичној посети Паризу септембра 1935.
Бивши ђаци француских школа су 26. марта 1938. отворили Годину Француске, на 23. годишњицу „Српског школског дана у Француској”.

#### Други светски рат
У Хитлеровом „светском поретку”, Француска и Србија су сведене на марионете за извлачење сировина за привреду Трећег рајха.

#### Де Гол и Југославија
Иако савезнице и победнице и у Другом светском рату, односи Француске и Југославије, после 1945. нису више били тако срдачни. Промена друштвено-економског система у Југославији (из капитализма у комунизам) и национализација имовине француских компанија су биле само део проблема.
Највећу кризу у овом периоду представља сукоб око Београдског процеса, тј. суђења Драгољубу Михаиловићу. Овом процесу су се посебно противиле Сједињене Америчке Државе, и нарочито Француска. Председник Француске, генерал Шарл де Гол, који је био велики пријатељ и школски друг Михаиловићу са Француске војне академије, је упутио молбу Титу да га ослободи. Упркос притисцима споља, судски поступак је завршен и Драгољуб Михаиловић је осуђен за велеиздају и колаборацију са нацистичким окупаторима и стрељан. Након тога, иако дипломатски односи нису прекинути, односи између Француске и Југославије се хладе.
Јосип Броз Тито је посетио Француску маја 1956. на позив председника Републике Рене Котија.
Друга тачка раздора у југословенско-француским односима је био Алжирски рат за независност. С обзиром на југословенску политику несврстаности, Тито је подржавао алжирску страну. То је разјарило Шарла де Гола и изазвало француске протесте упућене југословенској страни.

#### Југословенско-француски односи након Де Гола
Након оставке француског председника Шарла де Гола и решавања Алжирске кризе, југословенско-француски односи се нормализују. Француски председник Франсоа Митеран је проглашен почасним грађанином Београда 1983.
Долази до обнове традиционално добрих друштвених и културних веза између две земље, а велики број наших грађана одлази у Француску на привремени рад. Они су у највећем броју одлазили у Париз, Лион, Стразбур и Ницу. У Паризу, у 18. арондисману, налази се најзначајнија четврт људи нашег порекла — Симплон.

#### Француска и распад Југославије
На почетку распада Југославије, Француска је била за очување Југославије. На томе је посебно инсистирао тадашњи француски председник Франсоа Митеран, али и француска елита (посебно Француска академија наука).
Међутим, заузета (и уплашена) уједињењем Немачке, Француска премешта свој фокус са Балкана на свог суседа. У том периоду, Немачка, охрабрена уједињењем, преузима иницијативу у оквиру Европске заједнице и признаје независност Словеније и Хрватске. Француска, у складу са европском политиком, отпратила је заједничку политику и признала независност две бивше југословенске републике. Са друге стране, Франсоа Митеран је истицао посебне везе Француске и Србије (насупрот блиских веза Хрватске и Словеније са Немачком) и тражио правично решење.
За време НАТО бомбардовања Југославије, Француска је покушавала да заузда силину НАТО напада и да ограничи нападе само на најнеопходније војне циљеве. Француска је бескомпромисно бранила било какво бомбардовање Црне Горе (чак није дозволила ни бомбардовање Луке Бар, која је била легитимни војни циљ), као што се противила и гађању цивилних циљева у Србији. То се посебно односило на београдске мостове. Француска је три недеље истрајавала у заштити зграде РТС-а, али је на крају попустила под британским и америчким притиском.

#### Односи после 2000.
Након бурног периода деведесетих и пада Слободана Милошевића, односи Србије и Француске поново крећу узлазном путањом. Први државник једне велике западне земље који је посетио Србију након 5. октобра 2000. био је председник Француске Жак Ширак који је децембра 2001. том приликом отворио реновирани Француски културни центар у Београду.

### Односи Републике Србије и Француске Републике
Француска је 2008. признала једнострано проглашење независности Косова.
Француска је гласала за пријем Косова у УНЕСКО приликом гласања 2015.
Председник Владе Србије Александар Вучић је септембра 2016. био у званичној посети Француској.
Апелациону суд у Колмару 2017. је одбио захтев Србије за екстрадицију бившег вође терористичке ОВК Рамуша Харадинаја.
Емануел Макрон је посетио Београд 15-16. јула 2019. године.

## Билатерални односи

### Привреда
Након 5. октобра 2000. године и процеса приватизације, доста француских предузећа је уложило свој капитал у Србију. Једно од најзначајнијих улагања јесте преузимање цементаре Лафарж.
Средином јуна 2009, група представника највећих француских компанија је била у тродневној посети Србији. Они су изразили велико задовољство условима за улагање у Србији и посебно истакли заинтересованост за инвестиције за развој инфраструктуре (посебно железнице).
У Београду, 8. октобра 2009. отворена је Француско-српска привредна комора, као подстицај даљим француским улагањима и проширењу привредне сарадње између две земље. У комори је више од 60 француских предузећа која тренутно послују у Србији. Француска је седма земља по висини инвестиција у Србији, а по речима француског амбасадора Жан Франсоа Терала, жеља Француске је да буде међу првих пет.
- У току 2020. године Србија и Француска су оствариле трговинску размену у вредности од преко 1,2 милијарде долара. Од тога је извоз из Србије био 535,8 мил. УСД, а увоз 730,6 милиона.
- У 2019. укупна робна размена вредела је 1,31 милијарду УСД. Извоз из наше земље био је 528 милиона долара, док је увоз вредео 785 мил.
- У 2018. години размењено је укупно роба у вредности од 1,25 милијарди долара. Извоз из РС износио је 531 мил. УСД, а увоз 722 милиона.[10][11]

### Стратешко партнерство о европској интеграцији
Након посете председника Србије Бориса Тадића Француској и председнику Николи Саркозију у мају 2009, договорено је успостављање стратешког партнерства између две земље. Тиме би Србија постала једина европска земља ван ЕУ, која би имала овакву врсту партнерства са Француском.
У Паризу, 8. октобра 2009, француски министар спољних послова Бернар Кушнер је изјавио да ће крајем новембра 2009. бити потисан споразум о стратешком партнерству. Министар спољних послова Србије, Вук Јеремић је изјавио да се са својим француским колегом договорио да то неће бити само протокол о партнерству какав је Француска потписивала са источноевропским земљама на њиховом путу ка ЕУ. Ово ће бити споразум који има ниво међудржавног документа. Француски амбасадор Жан Франсоа Терал је изјавио да ће један од главних органа овог споразума бити Француско-српска привредна комора у Београду.

### Културне везе
Француска има разгранату мрежу својих културних центара у Србији. Укупно их има три: у Београду, Новом Саду и Нишу. Центар у Нишу је основан 2003. године.
Србија има само један културни центар у Француској, у Паризу.
Поред званичних културних институција, постоје и бројна грађанска удружења која теже очувању и развијању богате традиције и културе српско-француских односа.
Од 2006. Србија је посматрач у организацији Франкофоније.
Београдска Скадарлија је једина боемска четврт на свету која је побратимљена са париским Монмартром.

### Дијаспора
У Француској живи 119.889 грађана Србије (2007). Углавном у Паризу, Лиону, Стразбуру и Ници. Један од највећих центара где живе људи нашег порекла је насеље у париском 18. арондисману — Симплон.
Српска емиграција у Француској је била економске, политичке и културне природе. Још од 60-их, они су били најтраженији и најплаћенији имигранти. Разлог лежи у томе да су махом сви били образовани. Према француском истраживању из 70-их, ниво образовања српске емиграције био је највиши у односу на све остале имигрантске групе у Француској:
- 35% има више од 9 година школе
- 30,9% има од 7 до 8 година школе
- 5,4% има мање од једне године школе, што је био мали постотак тада, али и данас
- 99,3% умеју да пишу и читају на свом језику (насупрот 74,2% свих осталих имиграната)

Једина слаба страна им је била, будући да нису потицали из неке француске колоније као већина осталих имиграната, слабо познавање француског језика.
Један од тренутно најславнијих људи нашег порекла је Енки Билал, познати цртач стрипа и рођени Београђанин.

### Дипломатски представници

#### У Паризу
Стална мисија Републике Србије у Паризу (Француска) радно покрива Монако.
- Наташа Марић, амбасадор, 2019—[17]
- Рајко Ристић, амбасадор, 2013—2018.
- Душан Батаковић, амбасадор, 2009—2012.
- /  Предраг Симић, амбасадор, 2004—2009.
- /  Радомир Диклић, амбасадор, 2001—2004.
- Богдан Трифуновић, амбасадор, 1996—1999.
- Зоран Поповић, отправник послова
- Божидар Гагро, амбасадор, 1988—1991.
- Борис Шнудерл, амбасадор, 1984—1987.
- Душан Поповски, амбасадор, 1979—1984.
- Радомир Радовић, амбасадор, 1975—1979.
- Нијаз Диздаревић, амбасадор, 1971—1975.
- Иво Вејвода, амбасадор, 1967—1971.
- Мита Миљковић, амбасадор, 1962—1967.
- Дарко Чернеј, амбасадор, 1960—1962.
- Радивој Увалић, амбасадор,1957—1960.
- Алеш Беблер, амбасадор, 1955—1957.
- Срђа Прица, амбасадор, 1951—1955.
- /  Марко Ристић, амбасадор, 1945—1951.

Делегат код Де Головог Комитета у време Другог светског рата је био Јован Ђоновић.
Божин Симић са рангом Изванредног посланика и опуномоћеног министра при Француском Националном комитету у Лондону до 31. августа 1943.
- Божидар Пурић, посланик, 1935—1941. (и у Вишију у време Вишијевске Француске)
- Мирослав Спалајковић, посланик, 1922—1935.
- Милош В. Михаиловић, отправник послова, 1921—1922.
- Др Миленко Веснић, посланик, 1921. (умро у Паризу)
- Милош В. Михаиловић, отправник послова, 1920—1921.
- /  Др Миленко Веснић, посланик, 1904—1920.
- Михаило Р. Поповић, отпр. послова, 1903—1904.
- Стојан Бошковић, посланик, 1902—
- Андра Николић, посланик, 1901—1902.
- Др Михајло Вујић, посланик, 1900—1901.
- Стојан Новаковић, посланик, 1900.
- Драгомир Цв. Рајовић, посланик, 1898—
- Милутин Гарашанин, посланик, 1894—1895.
- Драгутин Франасовић, посланик
- Михаило Кр. Ђорђевић, посланик, 1892—
- Јеврем Грујић, посланик, 1890—
- /  Јован Мариновић, посланик, 1879—1890.

#### У Београду
- Пјер Кошар, амбасадор, 2021—
- Жан-Луис Фалкони, амбасадор, 2019—2021.
- Фредерик Мондолини,[18] амбасадор, 2017—2019.
- Кристин Моро, амбасадор, 2014—2017.
- Франсоа Гзавије Денио, амбасадор, 2010—2014.
- Жан Франсоа Терал, амбасадор, 2007—2010.
- Иг Перне, амбасадор, 2003—2007.
- Габријел Келер, амбасадор, 2000—2003.
- Станислаз Фијиол, амбасадор, 1996—2000.
- Габријел Келер, отправник послова 1995. и амбасадор, 1996.
- Ален Рујар, отпр. послова, 1992—
- Мишел Шателе, амбасадор, 1989—1992.
- Доминик Шарпи, 1985—1989.
- Жак Дипи, амбасадор, 1982—1985.
- Ив Пажније, амбасадор, 1980—1982.
- Жак Мартен, амбасадор, 1977—1980.
- Пјер Себијо, амбасадор, 1970—1977.
- Пјер Франкфор, амбасадор, 1965—1970.
- Жан Бинош, амбасадор, 1962—1965.
- /  Венсан Брустра, амбасадор, 1956—1962.
- Жан Белен, амбасадор, 1955—1956.
- Камиј Куле, амбасадор, 1955.
- Филип Боде, амбасадор, 1950−1954.
- Жан Пајар, амбасадор, 1945−1950. до 1946. представљао Привремену владу
- Анри Гокиј, амбасадор, 1944—1945. представник Привремене владе Фр. Републике
- Роже Могра, отпр послова, 1940.
- Ремон Брижер, посланик, 1937—1940.
- Робер де Дампијер, посланик, 1935—1937.
- Емил Нажијар, посланик, 1932—1935.
- Емил Дар, посланик, 1927—1932.
- Жозеф Гренар, посланик, 1924—1926.
- Робер д' Били, посланик, 1924.
- Фредерик Клеман-Сомон, посланик, 1921—1924.
- Жозеф д' Фонтене, посланик 1917—1921.
- Огист Боп, посланик, 1914—1917.
- Леон Дезкоз, посланик, 1907—1914.
- Жорж Беноа, посланик, 1903.
- гроф де Вовине, посланик, 1901—
- Маршан, посланик, 1897—
- Салватор Патримонио, посланик, 1889—1897.
- Рене Мје, посланик, 1885—1887.
- Жак д' Реверсо, посланик, 1884—1885.
- Пол (Алфред) де Бресон, посланик, 1882—1884.
- гроф д' Ланкло, посланик, 1880—1882.
- барон Жил Алекси де Мишел, отпр. послова, 1879—1880. а потом и посланик, 1880.[19]
- госп. де Сен-Кентен, генерални конзул, 1877—1879.
- Гроф Жилијен де Рошешуар, ген. конзул, 1877.
- Огист де Берсол, ген. конзул, 1876—1877.
- Фредерик Дебен, ген. конзул, 1874—1876.
- Едуар-Филип Енгелхарт, агент и ген. козул, 1867—1874.
- виконт Адолф Фрасоа де Ботмилио, конзул, 1862—1867.
- Ежен Тасти, конзул, 1859—1862.
- Бернар Дезесар, ген. конзул
- Пијер. де Сегир-Диперон, конзул, 1852—1859.
- /  Адолф Диран де Сен-Андре, конзул, 1845—1852.
- Ашил д' Кодрика, конзул, 1839—1845.
- Андре Дикло, шеф дипломатског представништва Француске у Београду, 1838—1839.

## Занимљивости
У француском парламенту Виктор Иго је говором тражио од Француске да помогне Србији и заштити српски живаљ од турских злочина. Овај његов говор се сматра једним од првих докумената европске идеје, јер у њему, између осталог захтева и стварање Уједињених европских држава.
Француски књижевник Ламартин је оставио једно потресно сведочење о Ћеле-кули и њеној симболици.
Будићи краљ Милан Обреновић примио је вест о свом доласку на трон 1868. у Паризу, где се школовао у једном од најелитнијих лицеја.
Будићи краљ Петар I Карађорђевић, изашавши из чувене војне школе Сан Сир, добровољно је учествовао у француско−пруском рату 1870/71. као капетан француске армије.
За време Другог светског рата било је додељено од стране генерала Де Гола француски орден Ратног крста генералу Михаиловићу и још седморици официра краљевске војске.
У француској књижевности више аутора је обрађивало теме из Србије.
Историчар Алексис Труд написао је књигу „Француска и Србија: Векови пријатељства”.
Две слике Надежде Петровић украдене су из амасаде ФНРЈ у Паризу 1949—1950.

## Галерија
- Сахрана војводе Радомира Путника, 18. маја 1917. у Ници
- Луј Франше д’Епере, од 1921. почасни војвода српске и југословенске војске
- Споменик захвалности Француској постављен на дан примирја 1930.
- Српско војничко гробље у Паризу
- Споменик краљу Александру у Марсељу